# الملاحة (القطيف)
الملاحة إحدى قرى محافظة القطيف في المنطقة الشرقية تقع إلى الشمال الغربي من مدينة سيهات وتحدها من الغرب بلدة الجش ومن الشرق عنك ومن الشمال بلدة أم الحمام ومن الجنوب مدينة سيهات.

## التاريخ
تعتبر قرية الملاحة من إحدى قرى محافظة القطيف واقلها مساحة كما أنها أقدم من القرى المجاورة لها، وتاريخها يمتد إلى قديم العصور، كانت الملاحة قرية مسورة تتألف من مجموعة من البيوت (حوالي 50 منزلاً) مبنية بالطين والحجارة ومحاطة بالنخيل من كل جانب، فهي تقع بين البساتين الغناء التي تحيط بها من جميع الجهات.
ويقدر نخلها بنحو خمسة عشر ألف نخلة في عشر السنين من القرن الماضي، أما الآن فحالة العناية ضعفت بالنخيل والزراعة.
أول اسم أطلق على القرية في موقعها القديم «أرض المنزل» وما زال هذا الاسم باقياً إلى الآن على النخل المسمى بـ«أرض المنزل» لأنه بعد أن انتهت معالم القرية من موضعها القديم بعد الحريق الهائل الذي حدث لها، زرعوا تلك البقعة وأبقوا الاسم.
ثم أطلق عليها (الملاحة) والملاحة في اللغة: منبت الملح وأما ما اصطلح عليه الأهالي فإنها منذ عهد بعيد تقع مساكنهافي الجهة الغربية من الجبل الموجود آنذاك وموقعه بين المقبرتين، وفي تلك الجهة، أي جنوب نخل (ضريفة) لآن توجد مملحة وفي الجهة الجنوبية للمقبرة الكبيرة اليرش أو القبة) توجد مملحة أخرى فلقربها للمملحتين سميت بـ (الملاَّحة) وصار علماً لتلك البقعة وما حولها، وفي الواقع أن البقعة المذكورة منبت الملح، حتى أنه منذ عهد قريب وجدت مملحتان إحداهما: أمام بوابة المقبرة الكبيرة، والأخرى بالقرب من الركن الجنوبي الشرقي منها.
وكان الأهالي يصدرون الملح منها إلى سوق القطيف وبعض القرى المجاورة حتى حدود عام 1395هـ، وأما في الوقت الحالي اندثرت هاتان المملحتان، ولم يبق لهما أثر.
تدهورت هذه البلدة بسبب ضيق مساحتها العمرانية وليس الزراعية وانتقال الكثير من أهلها إلى مناطق أخرى. وكانت البلدة مسورة حتى عام 1374هـ وقد أُزيل هذا السور إثر حريق كبير أزال الملاحة عن بكرة أبيها ومنها السور.يوجد سابقًا جبل كان ينبت عليه العوسج، وتتجمع فيه الأمطار، ويرتاده الشباب والصبيان في الشتاء، كما كان يعتبرمصيفًا لأهالي القرية، لموقعه بين النخيل، ولكنه أزيل عام 1381هـ، ووضعت أحجاره في الجسر الذي يربط بين جزيرة تاروت ومدينة القطيف.

## الموقع والحدود
تقع الملاحة في جنوب محافظة القطيف، تبعد عن الخط المركزي بـ "45" دقيقة في وسط واحة من النخيل الخضراء تحدها الجش من الغرب، وعنك من الشرق وأم الحمام من الشمال ومدينة سيهات من الجنوب.

## المناخ
المناخ السائد في محافظة القطيف بما فيها الملاحة، مناخ قاري شديد الحرارة صيفاً، تصل درجة الحرارة إلى نحو 44 درجة، كما أن الصيف طويل قائظ رطب ونسبة الرطوبة إلى نحو 90%، يبدأ من أوائل مايو ولا يكاد ينتهي إلا مع نهاية سبتمبر، وتهب على المنطقة خلال شهري مايو ويونيه تقريباً رياح موسمية حارة يطلق عليها الأهالي (البوارح)، أما الرياح الجنوبية التي تهب على المنطقة تسمى بـ (الكوس) وهي رياح دافئة تحمل نسبة كبيرة من الرطوبة.
أما شتاؤها قليل الأمطار يبدأ من نوفمبر وينتهي أوائل مارس، ونسبة الحرارة ما بين 18، 25 درجة مئوية.

## المساحة والسكان
تبلغ مساحتها حوالي 36184.86 مترا مربعاً، كما يبلغ عدد سكانها حوالي 5800 نسمة.
والتعداد الرسمي لعدد سكان الملاحة بناءً على بيان مصلحة الإحصاءات العامة والمعلومات بوزارة الاقتصاد والتخطيط حسب النتائج الأولية للتعداد العام للسكان والمساكن للعام 1431هـ - 2010م (ذكور سعوديين: 2539، إناث سعوديين: 2608، مجموع السعوديين: 5146، مجموع غير السعوديين: 484، مجموع السعوديين والمقيمين: 5630).

## وصف ميداني
قرية الملاحة تحيط بها من جميع الجهات البساتين والمزارع وقد اتسعت البلدة في الآونة الأخيرة واتسع فيها العمران من جميع الاتجاهات وازيلت الكثير من البساتين المجاورة لها لتكون مساحة عمرانية واسعة.
ونظرًا لقربها من بلدتي الجش وأم الحمام فقد تداخلت معهما في المباني والنشاطات التجارية والمهنية.

## أبرز معالمها

### المساجد والمجالس والحسينيات
من المساجد القديمة التي يرجع تأسيسها إلى ما قبل أكثر من قرن، وقد مرت بأطوار من البناء والترميم وهي كالتالي:
- مسجدالعباس وتقام فيه صلاة الظهرين في أيام الأسبوع
- مسجد القاسم وتقام فيه صلاة الفجر طوال أيام السنة
- مسجد الخضر وهو أكبر مساجد البلدة وتقام فيه صلاة الجماعة يومي الخميس والجمعة وصلاة العشائين طوال أيام السنة
- مسجد الزهراء وتقام فيه بعض المآتم الحسينية

كما يوجد بالقرية مجموعة كبيرة من المجالس القديمة والتي استمرت إلى اليوم بعد تغيير مكانها 
- مجلس المبيريك
- مجلس آل درويش
- مجلس الصايغ
- مجلس ال إبراهيم
- مجلس ال راضي
- مجلس أم الصلابيخ
- مجلس الديرة

### الحسينيات
- حسينية أهل البيت وهي أكبر حسينيات البلدة
- الحسينية الشمالية والقائمين عليها آل حجي محمد
- الحسينية الجنوبية والقائمين عليها آل درويش
- حسينية الإمام الحسن والقائمين عليها آل مويس
- حسينية الزهراء القائمين عليها آل درويش
- حسينية أم البنين القائمين عليها آل مهنا

### عيون المياه
كانت كل العيون ارتوازية حتى وقت متأخر وفي الوقت الحاضر قلت المياه وانخفظ منسوبها وبدأ الكثير باستخدام المواطير والغطاسات لسحب المياه وأشهرعيونها: عين أرض المعلا، وعين الصايغية، وعين ام الصلابيخ، وعين الفاضلي، وعين المحمودي، وعين الشرقية، وعين المسلمية.

### المدارس
يوجد بقرية الملاحة مدارس بنين وبنات لجميع المراحل وهي حكومية:
- مدارس البنين:

1. مدرسة الملاحة الابتدائية (مبنى مستأجر)
2. مدرسة الملاحة المتوسطة مبنى حكومي مشترك مع الثانوية
3. مدرسة الملاحة الثانوية مبنى حكومي مشترك مع المتوسطة

- مدارس البنات:

وكل مدارس البنات حاليًا في مكان وأرض واحدة كبيرة وهي:
1. المدرسة الابتدائية الأولى بالملاحة
2. المدرسة المتوسطة الأولى بالملاحة
3. المدرسة الثانوية الأولى بالملاحة

### المرافق الحكومية والأهلية
- البلديات: تشرف على الملاحة قديمًا في أعمال النظافة والإنارة والمشاريع بلدية الجش التابعة لبلدية عنك أما الآن تشرف عليها  بلدية عنك مباشرة والتابعة لبلدية محافظة القطيف

- يوجد بالملاحة مركز صحي حكومي تابع لوزارة الصحة.
- روضة للأطفال أهلية تشرف عليها اللجنة الاجتماعية بالملاحة.

- كما يوجد بالملاحة لجنة التنمية الاجتماعية بالملاحة وهي أهلية.

## الخطباء والمشايخ والشعراء
- الخطيب علي بن درويش بن أحمد آل درويش
- الخطيب عبد الله بن الخطيب علي آل درويش توفي يوم الجمعة الموافق 27/2/1394هـ
- الخطيب عبد الله عيسى مهناآل عقيل توفى عام 1348هـ
- الخطيب عبد الله بن محمد آل مسلم وافاه المنون يوم الجمعة الموافق 3/1/1408هـ
- الخطيب عبد الله آل أبو علي توفي في حدود عام 1340هـ
- الخطيب سلمان بن محمد آل إبراهيم توفى بتاريخ 25ربيع الأول عام1374هـ
- الخطيب حسن بن سلمان آل مبيريك توفى ليلة الثلاثاء الموافق 3/9/1384هـ
- المشائخ والخطباء:
- الشيخ حسن حبيب آل مبيريك
- الشيخ سعيد حسن آل مضيخر
- الشيخ أمين حبيب علي آل درويش
- الشيخ محمد فردان آل درويش
- الشيخ جعفر بن الشيخ حسن آل مبيريك.
- الشيخ توفيق حسن الناصر
- الشيخ جعفر أحمد الحايك
- الشيخ محمد آل مسلم
- الشيخ مصطفى ابن الشيخ حسن مبيريك
- الشيخ علي درويش
- الشيخ جاسم كحليني
- الشيخ مصطفى كحليني
- الشيخ أحمد الشعيب
- الشيخ جواد إبراهيم
- الشيخ محمد إبراهيم

- الملا علي عبد الله آل عقيل
- الملا عيسى المهنا
- الملا محمد ابن الشيخ حسن امبيريك
- الملا سعيد آل ياسين
- الملا أيوب مسلم

- الشعراء:
- الشاعر معتوق محمد عبد الله العلي
- الشاعر أحمد حسين آل خواهر
- الشاعر علي مدن آل درويش
- الشاعر الاستاذ جواد صالح علي العلي
- الشاعر عبد الرزاق محمد علي آل فردان
- الشاعر الملا علي عبد الله آل عقيل
- الشاعر فوزي سلمان الصايغ
- الشاعر الشيخ أحمد علي الشعيب
- الشاعر حسين ابن الملا علي آل عقيل
- الشاعر جعفر بن عبد الرزاق آل فردان